# Hemistropharia
Hemistropharia Jacobsson & E. Larss. – rodzaj grzybów z rzędu pieczarkowców (Agaricales).

## Charakterystyka
Jest to niedawno utworzony nowy rodzaj, do którego włączono dwa gatunki, wcześniej zaliczane do rodzaju Stropharia lub Pholiota. Obydwa gatunki Hemistropharia to grzyby saprotroficzne powodujące rozkład drewna. W przeciwieństwie do Pholiota, Hemistropharia nie mają chryzocystyd.

## Systematyka i nazewnictwo
Pozycja w klasyfikacji według Index FungorumTubariaceae, Agaricales, Agaricomycetidae, Agaricomycetes, Agaricomycotina, Basidiomycota, Fungi.
Gatunki
- Hemistropharia albocrenulata (Peck) Jacobsson & E. Larss. 2007 – tzw. łuskwiak karbowany
- Hemistropharia subalbocrenulata Z.B. Zhao & E.J. Tian 2019

Nazwy naukowe na podstawie Index Fungorum. Nazwa polska według W. Wojewody.